# Куколка (приток Лопвы)
Куколка — река в России, протекает в Юрлинском районе Пермского края. Устье реки находится в 50 км по левому берегу реки Лопва. Длина реки составляет 14 км.
Исток реки южнее села Юм в 13 км к северо-западу от села Юрла. Течёт на юго-восток, протекает деревни Осинка, Зайцева, Кукольная. Приток — Черепаниха (правый). Впадает в Лопву выше села Юрла.

## Данные водного реестра
По данным государственного водного реестра России относится к Камскому бассейновому округу, водохозяйственный участок реки — Кама от истока до водомерного поста у села Бондюг, речной подбассейн реки — бассейны притоков Камы до впадения Белой. Речной бассейн реки — Кама.
По данным геоинформационной системы водохозяйственного районирования территории РФ, подготовленной Федеральным агентством водных ресурсов:
- Код водного объекта в государственном водном реестре — 10010100112111100002546
- Код по гидрологической изученности (ГИ) — 111100254
- Код бассейна — 10.01.01.001
- Номер тома по ГИ — 11
- Выпуск по ГИ — 1